# Keystone Studios
Keystone Studios a fost un studio de film timpuriu fondat în Edendale, California (care face parte acum din Echo Park) la 4 iulie 1912 ca Keystone Pictures Studio de Mack Sennett cu sprijinul actorului-scenaristului Adam Kessel (1866-1946) și a lui Charles O. Baumann (1874-1931), proprietari ai companiei New York Motion Picture Company (fondată în 1909). Compania, menționată la birourile sale ca The Keystone Film Co., a filmat în și în jurul Glendale și Silver Lake, Los Angeles timp de mai mulți ani, iar filmele sale au fost distribuite de Mutual Film Corporation între 1912 și 1915.

## Clădiri
Clădirea principală originală [cu primul platou de filmări complet închis și studioul] este încă în picioare. Acesta este situată la adresa 1712 Glendale Blvd în Echo Park, Los Angeles și este acum folosită ca un depozit.

## Vezi și
- Categorie:Filme Keystone Studios